# Marathon van Gent
De Marathon van Gent, momenteel bekend om sponsorredenen als de Sofico Gent Marathon, is een jaarlijkse marathon gehouden in de stad Gent. Naast de hoofdafstand de marathon, kunnen de deelnemers ook kiezen voor de halve marathon. 
Stefaan Engels organiseerde de eerste edities startende in 2017. Sinds 2022 organiseert Golanzo Sports het event.

## Uitslagen
| Jaar            | Atleet                   | Tijd    | Atlete          | Tijd    |
| --------------- | ------------------------ | ------- | --------------- | ------- |
| 30 maart 2025   | Steven Verschuere        | 2:20:21 | Amber Teugels   | 2:49:54 |
| 24 maart 2024   | Fukuda Yudai             | 2:22.01 | Anke Govaerts   | 2:59.51 |
| 26 maart 2023   | Gijs Hubrechts           | 2:29.22 | Thalia Kindt    | 2:56.21 |
| 28 maart 2022   | Lahcen El Matougui       | 2:27.37 | Heidi Wouters   | 3:02.01 |
| 27 oktober 2019 | Per Christian Eggen Mjøs | 2:36.59 | Marie Coosemans | 3:22.11 |